# Sekstina (strofa)
Sekstina (šp. sextina) je strofa u španskoj književnosti od šest stihova. Poreklo vodi iz Italije. Strofu čine jedanaesterci, koji počinju ili se završavaju parnom rimom (CC ili cc), dok se ostala četiri stiha rimuju na sledeći način : ABAB abab ili ABBA abba

## Primer
-{(C) A princesa está triste… Que terá a princesa?

(C) Os suspiros escapam-se de sua boca de fresa,

(A) que tem perdido o riso, que tem perdido a cor.

(B) A princesa está pálida em sua cadeira de ouro,

(B) está mudo o teclado de seu finque sonoro,

(A) e em seu copo, esquecida, desmaia-se uma flor.}-
Ruben Dario